# Asigliano Vercellese
Asigliano Vercellese (piemontiul: Asian vagy Asijan) település Olaszországban, Vercelli megyében. Lakosainak száma 1362 fő (2023. január 1.). Asigliano Vercellese Desana, Pertengo, Pezzana, Prarolo, Vercelli, Costanzana és Stroppiana községekkel határos.

## Népesség
A település népességének változása:
| Lakosok száma | 1440 | 1438 | 1362 |
|               | 2017 | 2018 | 2023 |